# Merja Kyllönen
Merja Sinikka Kyllönen (ur. 25 stycznia 1977 w Suomussalmi) – fińska polityk, posłanka do parlamentu Finlandii (Eduskunty), od 2011 do 2014 minister transportu, deputowana do Parlamentu Europejskiego VIII i X kadencji.

## Życiorys
W 1996 zdała egzamin maturalny. W 2000 ukończyła studia z zakresu bioanalityki na uniwersytecie nauk ścisłych w Oulu (Oulun seudun ammattikorkeakoulu). Pracowała w różnych zawodach m.in. jako kasjerka, pracownica muzeum, asystentka pielęgniarki, asystentka techniczna.
Zaangażowała się w działalność Sojuszu Lewicy. W wyborach parlamentarnych w 2007 po raz pierwszy uzyskała mandat deputowanej do Eduskunty. W 2011 ponownie wybrana do parlamentu. W rządzie Jyrkiego Katainena 22 czerwca tego samego roku objęła urząd ministra transportu, zastąpiła na tym stanowisku Anu Vehviläinena. Stanowisko to zajmowała do 4 kwietnia 2014, kiedy to jej ugrupowanie wystąpiło z koalicji. W tym samym roku została wybrana na deputowaną do Europarlamentu VIII kadencji.
W 2018 była kandydatką Sojuszu Lewicy w wyborach prezydenckich. W pierwszej turze głosowania otrzymała 3,0% głosów, zajmując 7. miejsce wśród 8 kandydatów. W wyborach parlamentarnych w 2019 i 2023 ponownie uzyskiwała mandat deputowanej do Eduskunty. W 2024 została natomiast wybrana do PE X kadencji.